# 평리중학교
평리중학교(坪里中學校)는 대구광역시 서구 평리동에 있는 공립 중학교이다.

## 학교 연혁
- 1969년 11월 7일 : 평리중학교 설립인가(인가학급 36학급)
- 1969년 12월 8일 : 3층 철근 콘크리트 슬라브조 18개 교실 신축
- 1970년 3월 1일 : 초대 이대곤 교장 취임
- 1970년 3월 5일 : 제1회 입학식(신입생 8학급)
- 1973년 1월 7일 : 제1회 졸업식 거행(졸업생 491명)
- 2001년 8월 25일 : 급식소 완공
- 2002년 12월 26일 : 식당 및 시청각실 증축 공사 완공
- 2004년 2월 6일 : 학교 운동 경기부 승리관 준공
- 2004년 10월 2일 : 운동장 스탠드 공사 및 운동장 다목적 체육시설 설치
- 2017년 12월 28일 : 평리 스포츠센터(다목적 강당) 개관식
- 2022년 2월 9일 : 제50회 졸업식(5학급 124명 남 74명, 여 50명, 졸업생누계 27,046명)
- 2022년 3월 1일 : 제18대 김장한 교장 취임
- 2022년 3월 2일 : 제53회 입학식 거행(5학급 136명 남 78명, 여 58명)
- 2023년 5월 25일 : 제20회 대구 장애 청소년 사생대회 지적자폐부문 중등부 대상(교육감상)
- 2023년 8월 12일 : 제8회 청소년 역사테마 단막극&뮤지컬 경연대회 우수상
- 2023년 9월 3일 : 2023 대구광역시교육감배 학교 스포츠클럽대회(배구 남자부 준우승)
- 2023년 9월 4일 : 2023 대구광역시교육감배 학교 스포츠클럽대회(창작댄스 4위 우정상)
- 2023년 10월 20일 : 제4회 스쿨오브락 경연대회(4등 하랑상)
- 2024년 1월 3일 : 제52회 졸업식(6학급 146명, 남81명, 여65명, 졸업생 누계 27,325명)
- 2024년 3월 1일 : 제19대 강희관 교장 취임
- 2024년 3월 4일 : 제55회 입학식 거행(6학급 166명, 남89명, 여77명)
- 2025년 3월 1일 : 제20대 김미리 교장 취임

## 참고 자료
- 평리중학교 - 한국교육학술정보원 학교알리미